# 慈云寺塔 (吴江)
慈云寺塔位于江苏省苏州市吴江区震泽镇宝塔街慈云寺内。

## 历史
慈云寺初建于南宋咸淳年间，原名广济寺，明天顺年间改为慈云寺。清咸丰年间寺庙毁于战乱，唯塔独存，后来又多次修缮。慈云寺塔建于何时无考，就目前的情况来看，除部分底层的构件似宋代所建外，其他多似明代所建。塔为砖木结构，高38.44米，有六面五级。底层外墙上部绘有壁画，二层以上每层有三面开门，并且相邻层相错开门。塔顶有塔刹，结构复杂，上面刻有关于明万历年间修缮的文字。所谓“震泽八景”内有“慈云夕照”。现为全国重点文物保护单位。目前慈云寺整体也有所恢复。